# Albaron di Savoia
L'Albaron di Savoia (detto anche più semplicemente Albaron) è una montagna delle Alpi Graie alta 3.638 m s.l.m. La vetta si trova interamente in territorio francese, a poca distanza dal confine con l'Italia.

## Caratteristiche

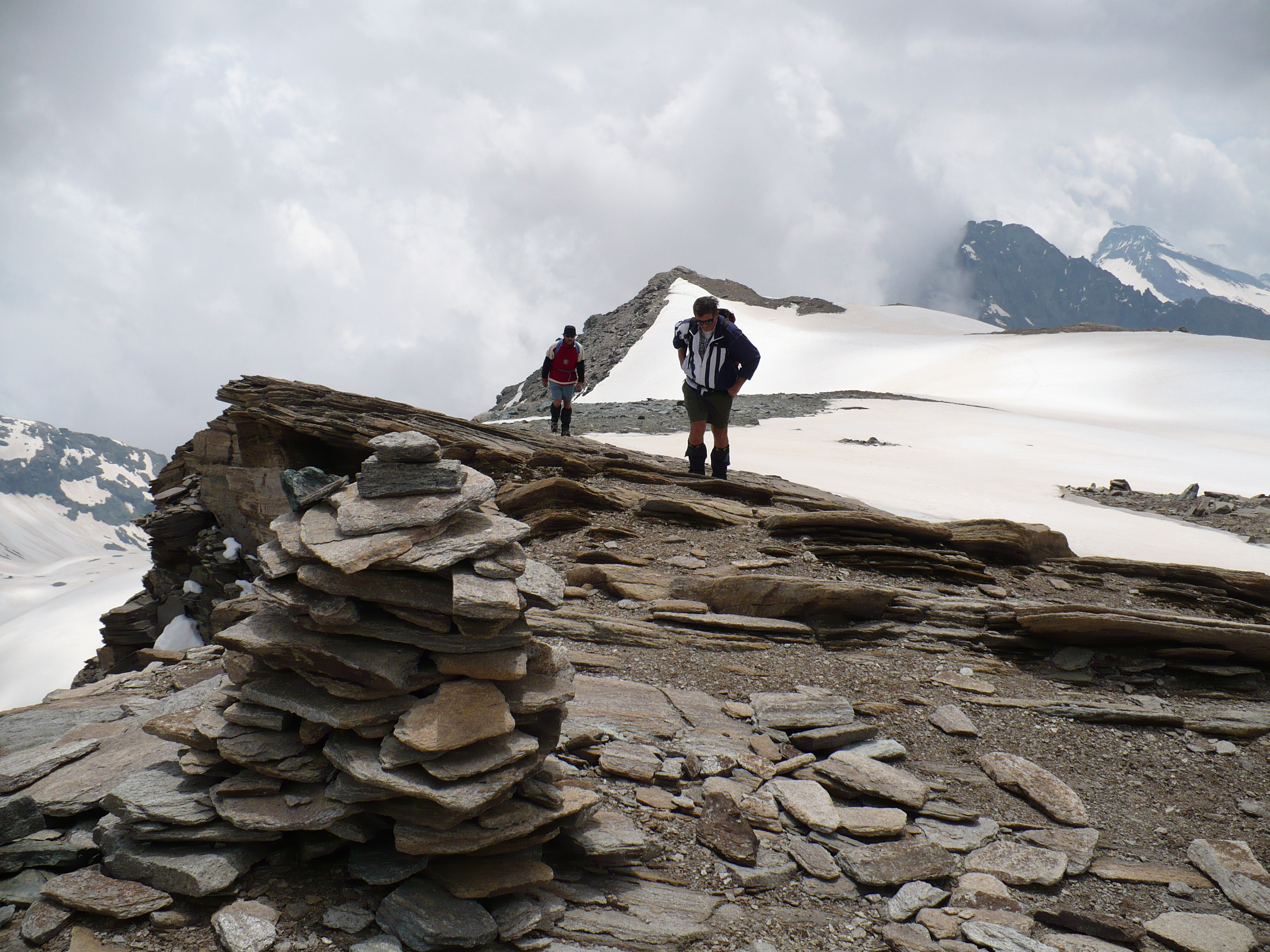
Vetta dell'Albaron di Savoia.

Nel versante italiano la vetta si trova alla testata della Val d'Ala; dalla parte francese la vetta domina l'abitato di Bonneval-sur-Arc.
La vetta si presenta particolarmente pianeggiante; di contro sono particolarmente ripidi e scoscesi i suoi vari versanti.
La montagna nei suoi versanti è contornata da diversi ghiacciai: a sud il Ghiacciaio del Colerin; ad ovest il Ghiacciaio del Grand Fond; a nord il Ghiacciaio Superiore del Vallonet ed il Ghiacciaio Inferiore del Vallonet ed infine ad est il Ghiacciaio des Evettes.

## Salita alla vetta
Dal versante italiano è possibile raggiungere la vetta partendo dal Pian della Mussa e passando eventualmente dal rifugio Bartolomeo Gastaldi. Dal rifugio si sale il lungo ghiacciaio del Gias fino ad arrivare al confine situato al Colle dell'Albaron (3.250 m). Dal colle si raggiunge la Sella dell'Albaron (3.450 m) che divide l'Albaron di Savoia dal monte Collerin. Dalla Sella si raggiunge in breve la vetta per facile cresta.
Dal versante francese è possibile raggiungere la vetta facendo tappa al rifugio dell'Averole oppure al rifugio des Evettes.
Dal rifugio dell'Averole si sale il Ghiacciaio del Collerin e poi si tratta di salire la faccia rocciosa della vetta.
Partendo dal rifugio des Evettes occorre salire il ghiacciaio des Evettes in tutta la sua lunghezza fino ad arrivare alla Sella dell'Albaron (3.450 m).
Sempre dal versante francese si può salire la vetta partendo da Vincendieres (frazione di Bessan) e salendo il Ghiacciaio del Grand Fond.

## Galleria d'immagini

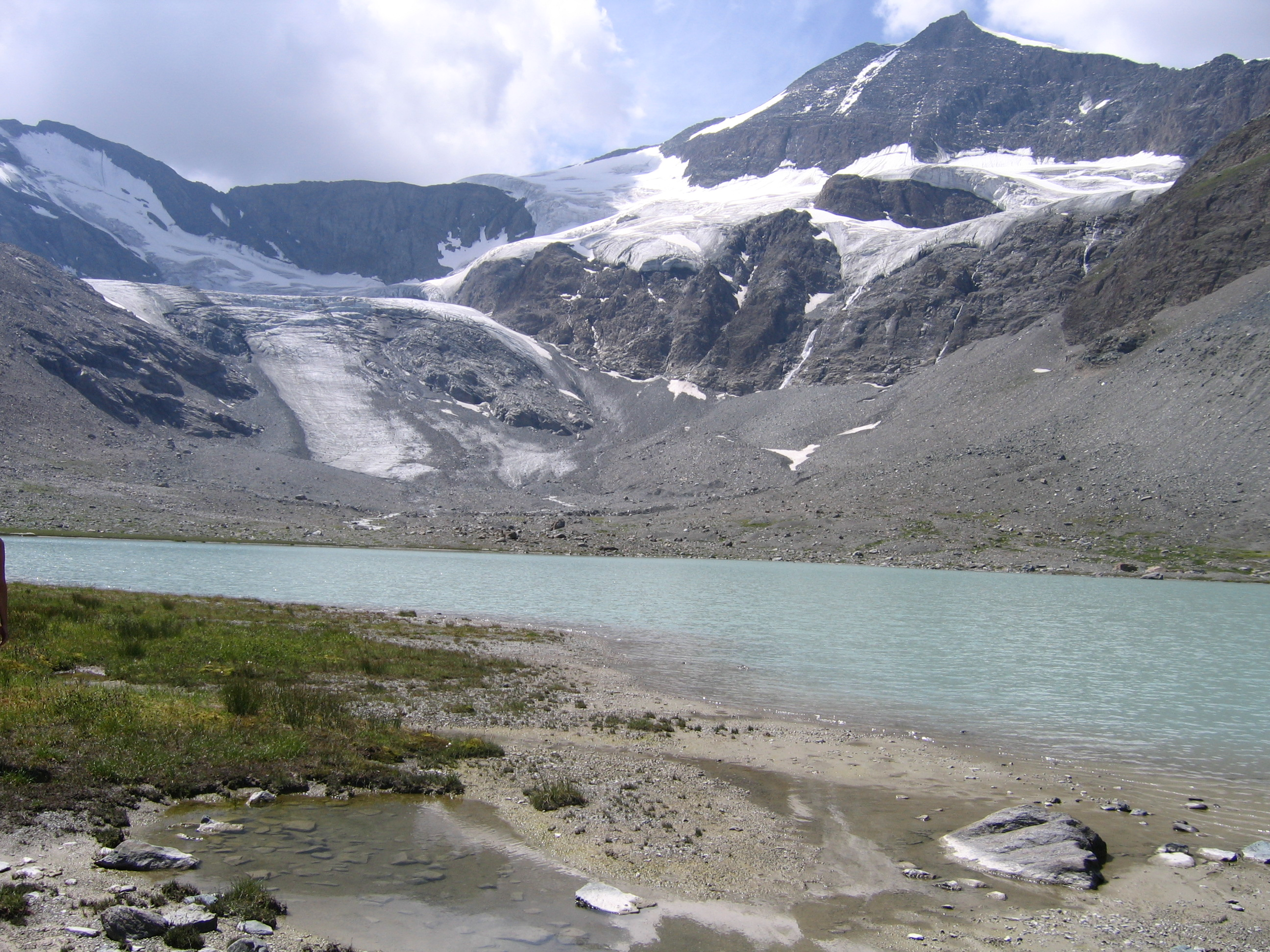
Vetta dell'Albaron dal versante francese. In primo piano il lago des Evettes ed il ghiacciaio des Evettes
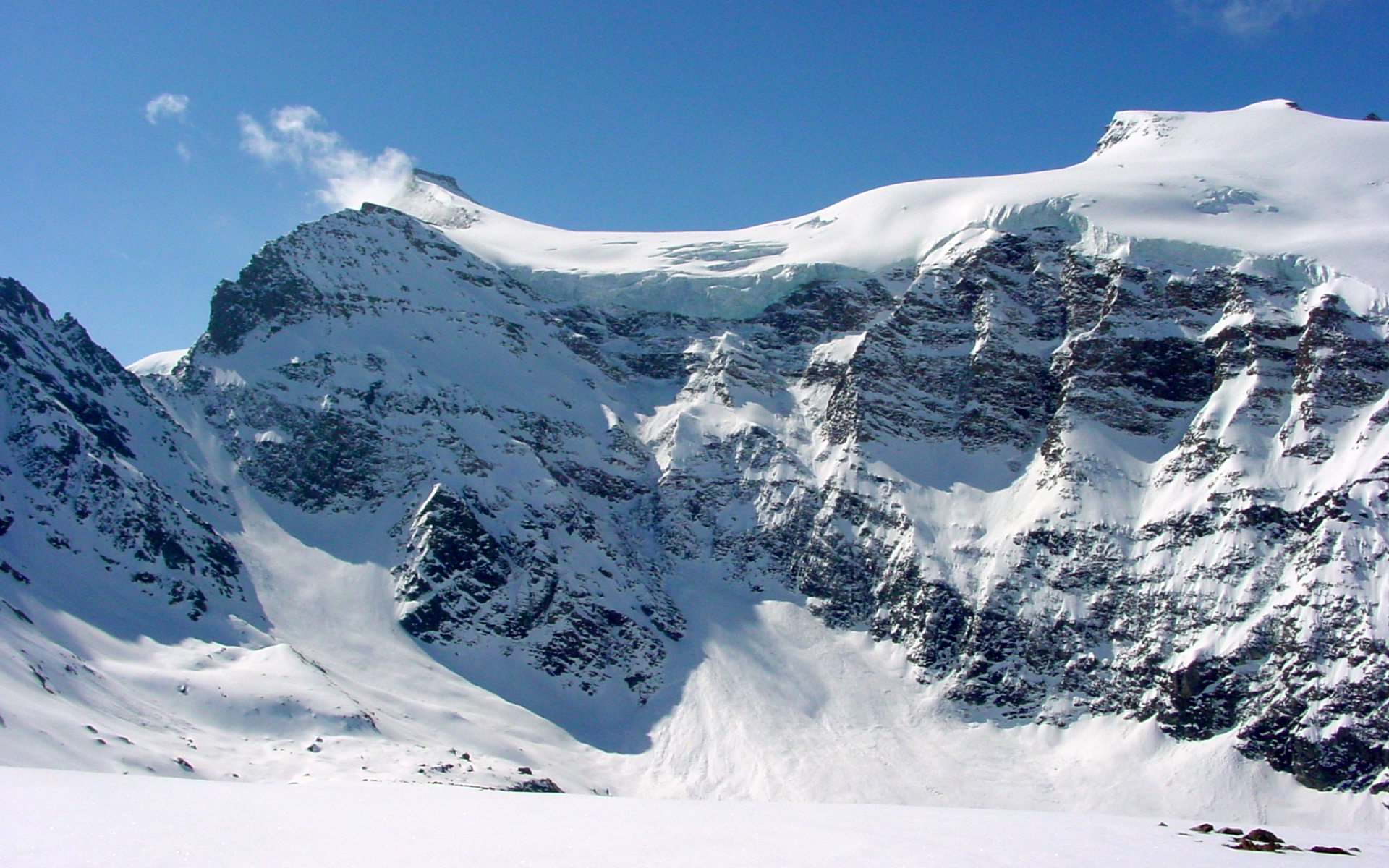
Vetta dell'Albaron (a sinistra) dal versante francese. In alto il Ghiacciaio Superiore del Vallonet ed in basso il Ghiacciaio Inferiore del Vallonet